# Kínaros
Kínaros (en grec moderne : Κίναρος) est une île grecque située en mer Égée, à l'ouest de Kalymnos et de Leros et à l'est d'Amorgós.

## Géographie
Elle s'étend sur 4,5 km de longueur pour une largeur de 2,4 km et est classé au réseau Natura 2000.

## Histoire
Le 11 février 2016 un hélicoptère de la Marine grecque (Agusta-Bell AB212 PN28) s'y est écrasé durant une mission nocturne, faisant trois victimes : Anastasios Toulitsis, Konstantinos Pananas et  Eleftherios  Evangelou.